# 水咲ローラ
水咲 ローラ（みさき ろーら、1992年6月1日 - ）は、日本のAV女優。ロシアと日本の混血児。以前の芸名は滝澤ローラ。

## 略歴
2012年7月、PRESTIGE専属でAVデビュー，2013年11月、IDEA POCKET 専属でAVデビュー。

## 映像作品

### アダルトDVD
滝澤ローラ名義作品
2012年
- 一泊二日、美少女完全予約制。 滝澤ローラの場合（PRESTIGE、7月12日）
- 僕を誘惑する隣の綺麗なお姉さん 滝澤ローラ（PRESTIGE、8月10日）
- 絶対的美少女、お貸しします。ACT.23 （PRESTIGE、10月2日）
- 滝澤ローラと言う世界的美少女が、AV女優になった訳。引退作品（PRESTIGE、11月9日）

2013年
- 滝澤ローラ PRESTIGE PREMIUM BEST（PRESTIGE、1月11日）

水咲ローラ名義作品
2013
- 白い妖精ふたたび 水咲ローラ（PRESTIGE、4月2日）
- 水咲ローラ、満足度満点新人ソープ（PRESTIGE、5月1日）
- 水咲ローラがご奉仕しちゃう超最新やみつきエステ（PRESTIGE、6月1日）
- 天然成分由来 水咲ローラ汁120％（PRESTIGE、7月2日）
- 水咲ローラ meets エスカレートしまくるドしろーとファン PRESTIGEファン大感謝祭 バスツア（PRESTIGE、8月9日）
- MOTTO ENJOY HI-SCHOOL 04（PRESTIGE、9月12日）
- 世界的美少女は、僕のペット。（PRESTIGE、10月11日）
- 水咲ローラを僕の汚いアパートで好き勝手しちゃいます。（PRESTIGE、11月22日）
- FIRST IDEAPOCKET（IDEA POCKET、12月19日）

2014年
- 続・絶頂!本気イキな女たち20人 3（GALLOP、1月1日）
- 水咲ローラの濃厚な接吻とSEX（IDEA POCKET、1月19日）
- 見つめ合って感じ合う情熱SEX（IDEA POCKET、2月19日）
- 水咲ローラ 8時間 BEST PRESTIGE PREMIUM TREASURE（PRESTIGE、3月1日）
- いきなりSEX えっ、今ここでですか？（IDEA POCKET、3月19日）
- DIGITAL CHANNEL DC115（IDEA POCKET、4月1日）
- 続・美○女貸切温泉旅行 2（GALLOP、5月1日）
- 秘密女捜査官（IDEA POCKET、5月19日）
- 犯された美人過ぎる女教師（IDEA POCKET、6月19日）
- パイパン娘厳選20人BEST（多数出演、GALLOP、6月20日）
- 愛液 唾液 尿液 美味過ぎるジューシーな女汁大放出SPECIAL BEST 8時間（IDEA POCKET、7月19日）
- NON-STOP騎乗位30人BEST（多数出演、GALLOP、7月19日）
- OFFモードで油断したS級女優たちにアポ無しガチンコ即ハメFUCK これがホントのいきなりSEX（アイデアポケット、9月1日）
- 美少女貸切温泉旅行8時間SP（多数出演、GALLOP、9月19日）
- 水咲ローラ PREMIUM BOX8時間（IDEA POCKET、11月1日）

2015年
- SSS級美女8人の濃厚過ぎる接吻と激し過ぎるSEX8時間（IDEA POCKET、2月1日）
- しみけん×S級女優のプライベートハメ撮り7番勝負（IDEA POCKET、4月1日）
- 新・いいなり雌犬飼育4時間 1（GALLOP、6月1日）
- 満淫御礼 顔射感激 アイポケ大顔射祭2015 美女のお顔が白濁色に染まるザーメンまみれの100コーナー16時間（IDEA POCKET、6月19日）
- ロングヘアー美女の絶頂SEX 長い髪を振り乱しながら昇天する長髪美女30人の壮絶アクメ8時間！（IDEA POCKET、7月19日）
- ミスターナガタが愛した9人のアイポケ美女（IDEA POCKET、8月19日）
- エロい女 8時間 SUPER BEST（GALLOP、8月21日）
- このフェラがエロ過ぎる50人8時間（多数出演、GALLOP、9月19日）
- ボクを誘うイタズラ痴女教師　8時間　総勢35名 大人の階段に登らせてくれたのはアナタ方変態教師です！！（IDEA POCKET、11月1日）
- 最強のAV女優お貸しします。20人4時間（GALLOP、12月1日）

2016年
- 全身汁まみれ濃密SEX8時間（GALLOP、1月9日）
- 全裸SEX2（IDEA POCKET、2月1日）
- 着衣SEX3 ゴリラの腕力よりチーターの俊敏性より人間として服を着ながらSEXしたい（IDEA POCKET、2月19日）
- 本能と欲望の濃密SEX 8時間SPECIAL（IDEA POCKET、5月19日）
- PRESTIGE 伝説の絶対的美少女 メモリアルBEST（PRESTIGE、10月28日）

2017年
- 絶対的美少女の美顔に顔射（多数出演、GALLOP、7月7日）
- ハイクラスFUCK ハイクオリティーSEX ゴージャス性交（IDEA POCKET、8月1日）

## 出演
- 天神传（2013年主演の中国映画）
- 流氓来了（2013年主演の中国映画）